# Róbert Lifkai
Róbert Lifkai (znan i kao Lifka) (20. srpnja 1916. – nadnevak smrti nepoznat), je bivši mađarski hokejaš na travi. 
Na hokejaškom turniru na Olimpijskim igrama 1936. u Berlinu je igrao za Mađarsku. Mađarska je ispala u 1. krugu, s jednom pobjedom i dva poraza je bila predzadnja, treća u skupini "A". Odigrao je jedan susret na mjestu braniča.
Te 1936. je igrao za klub Amateur Hockey Club.

## Vanjske poveznice
- Profil na Sports Reference.com  Arhivirana inačica izvorne stranice od 19. svibnja 2011. (Wayback Machine)
- Mađarski olimpijski odbor  Arhivirana inačica izvorne stranice od 1. listopada 2011. (Wayback Machine) Profil